# Robert Garcia (Politiker, 1977)

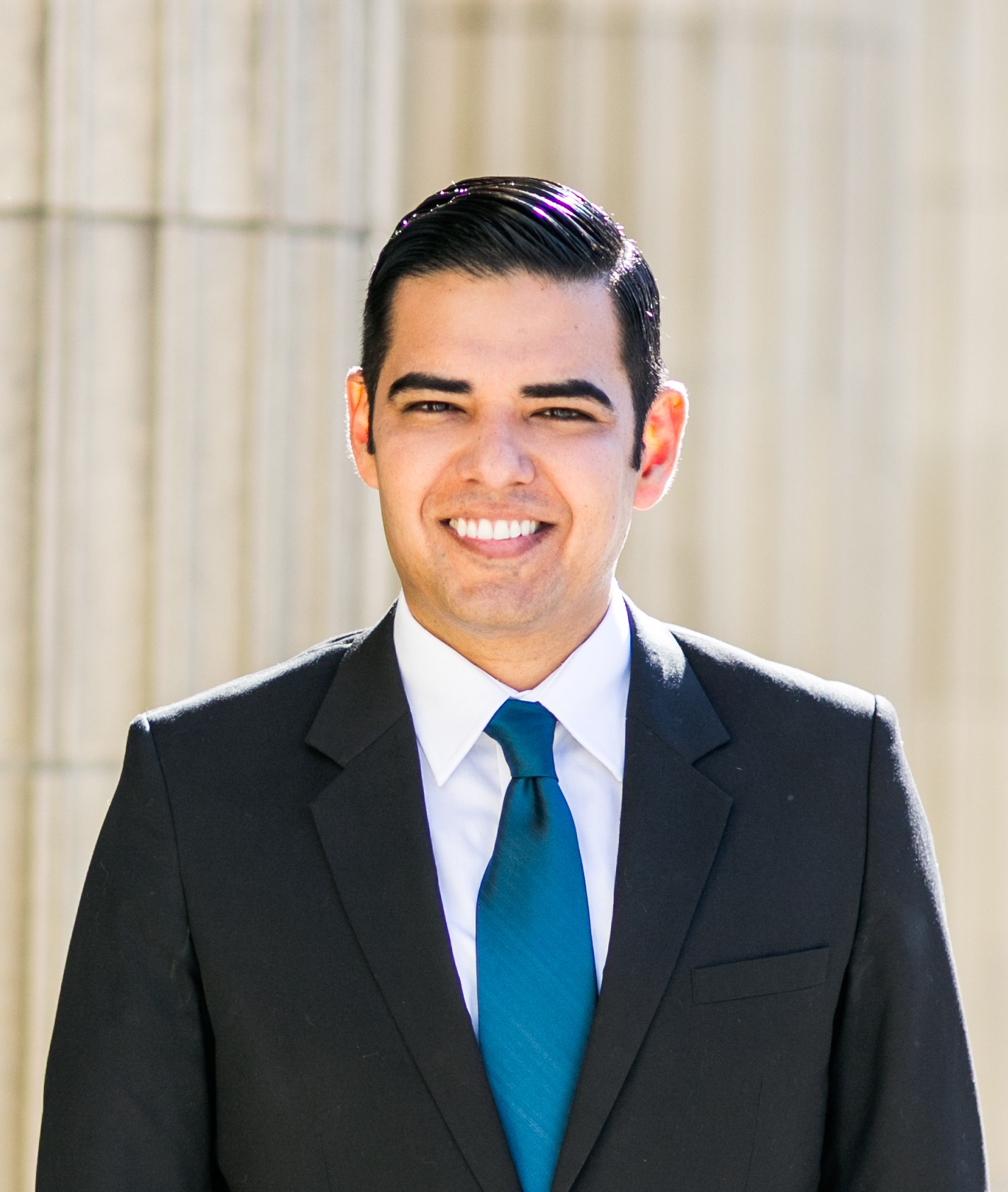
Robert Garcia

Robert Julio Garcia (* 2. Dezember 1977 in Lima, Peru) ist ein US-amerikanischer Politiker peruanischer Herkunft. Er gehört der Demokratischen Partei an und war ab 2014 Bürgermeister von Long Beach (Kalifornien). Seit 2023 gehört er als Abgeordneter dem Repräsentantenhaus der Vereinigten Staaten an.

## Leben
Im Alter von fünf Jahren wanderte er mit seiner Mutter in die Vereinigten Staaten ein. 2007 trat Garcia von der Republikanischen Partei zu den Demokraten über. Ab April 2009 war er Mitglied des Stadtrates von Long Beach (Kalifornien). Nach dem Gewinn der Stichwahl übernahm er am 15. Juli 2014 das Amt des Bürgermeisters der kalifornischen Stadt als Nachfolger von Bob Foster. Garcia lebt offen homosexuell. Er setzt sich für die Belange der ärmeren Bevölkerung ein, deren Bedürfnisse er aus der eigenen Kindheit kennt.
Am 8. November 2022 wurde Garcia in dem 42. Kongresswahlbezirk Kaliforniens in das Repräsentantenhaus der Vereinigten Staaten als Abgeordneter gewählt. Am 7. Januar 2023 legte er, unter anderem auf einer Ausgabe der Verfassung, einer Ausgabe von Superman und einem Bild seiner 2020 an COVID-19 verstorbenen Eltern, den Amtseid als Kongressabgeordneter ab. Garcia schloss sich dem Congressional Hispanic, Progressive und dem Equality Caucus an. Nachdem er 2024 mit 68,1 % wiedergewählt worden war, gehörte Garcia auch dem 119. Kongress an.